# Базари Кременчука
Базари Кременчука — спеціально відведені місця у Кременчуці з легкими спорудами для демонстрації (показу) продуктів харчування та продуктів повсякденного попиту.
Наразі у місті функціонує 14 ринків. Зазвичай особливої спеціалізації вони не мають. Хоча спроби спеціалізувати ринки за групами товарів були з боку влади, але повністю це зробити не вдалось. Найпопулярнішими і найбільшими є Придніпровський, Новоіванівський, Центральний ринок, Авторинок.

## Історія

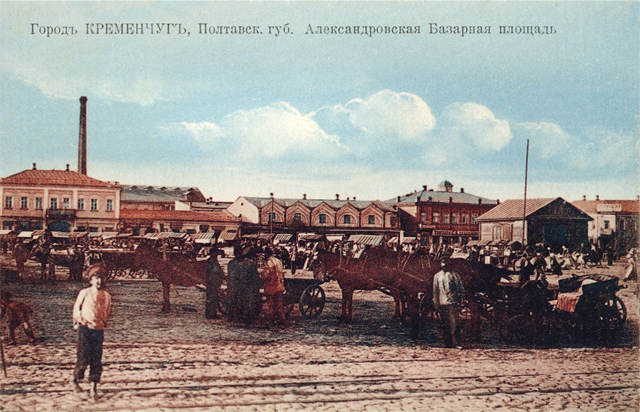
Олександрійська базарна площа. Поч XX століття.

Кременчук здавна славився ярмарками, в дні яких сюди з'їжджалося чимало торговців. В різний час кількість ярмарок у місті змінювалась. Здебільшого їх було три:
- Трьохсвятительська тривала 6 днів з 29 січня
- Іванівська — на 8 днів, починаючи з 20 червня
- Семенівська — з 26 серпня на 8 днів
- а також Христовідродженська — з 14 вересня на 6 днів у Крюкові

На кременчуцькі ярмарки приїжджали купці з Москви, Петербурга, Харкова, Тули, Курська, Варшави, країн Сходу. По торговельним обертам кременчуцьким ярмаркам належало одне з перших на Полтавщині місць. 3 кременчуцькі ярмарки давали 1 млн руб. оберту. Тільки Роменсько-Ільїнський ярмарок перебільшувала оберти кременчуцької ярмаркової торгівлі (1-2 млн руб.).
В Кременчуці здійснювались головні операції в торгівлі салом, призначеним для Варшави. Тут зосереджувалась майже вся торгівля спиртом, виготовленим на заводах західної частини Харківської губернії, з Катеринославської та Таврійської губерній. Все це дало повне право професору Ю. Янсону оцінити торговельне положення Кременчука так:
|  | «По всьому Дніпру між порогами та гирлом Прип'яті нема місця більш важливішого в торговельному відношенні, ніж Кременчук» |

Наприкінці XIX сторіччя, після створення земств, почали проходити кустарно-промислові та щорічні аукціони, основним завданням яких була пропаганда передового досвіду, комерційна реклама та вигідних збут продукції. У місті зосереджувались усі торгові операції із сіллю, що проводились з Білоруссю, Литвою. З Варшавою велась торгівля салом.
На Кременчуцьких ярмарках продавалися й закордоні товари. Про характер торгівлі ними в 1824 р. Олександр Корнеліус записав:
|  | "К заднему господскому двору пристраивается множество балаганов, которые выходят здешние купцы, гостей же помещают в каменные свои лавки. Сюда, например, Московский кузнецкий мост извергает многие из своих сокровищ, которые искусная рука расставляет порядком для глаз именительным; достоинство описывается любезным языком, всеми здесь понимаемым; и если в древности продавались пояса в гекатомбу, то почему какой-нибудь Дю-фу, какая-нибудь Ла-Дрю не могут продавать банки помады ценою в одного вола? Везде встречаются вывески, на которых представлены разные факты: далее - варварское словцо, на которое мужья, простые сердцем, не зная, что французы вытащили его из Греции, где оно значило глагол украшать, дают иногда своим любопытным половинам самый странный толк. В другом углу несколько важных мужей делают гастрономические наблюдения над Голландским и Пармским сыром за один фунт которого можно купить нашего 8 пудов". |

Товари доставлялися в Кременчук переважно водою. В місті було дві контори для перевезення вантажів. Складські місця для товарів знаходилися на пристані, де були збудовані склади і намети.
Кременчук був першим ринком, який здійснював торгівлю хлібом з Одесою. Довгий час, місто вважалось спеціальним ринком, який постачав насіння льону для чорноморських портів. Щороку в Кременчуці відбувалось 3 ярмарки, куди прибували до 50 тисяч чумаків, купці з Москви, Петербурга, Одеси, австрійських, угорських, німецьких міст.
На 1901 рік у місті було 7 площ, на більшості з них велась торгівля.

### Сольовий промисел
Чумацький промисел зростає настільки, що Крюків стає своєрідною «чумацькою столицею». Місто входить до всеросійського ринку. У місті зосереджувались усі торгові операції із сіллю, що проводились з Білоруссю, Литвою. З Варшавою велась торгівля салом.
Попит на сіль зростав. Якщо влітку 1812 р. в Крюкові було зважено 442570 пудів, то за свідченням М. Арандернка в 1840-х роках із Кременчуцької пристані щорічно відправляли понад три мільйони пудів солі.

### Губернська сільськогосподарська виставка
У 1896 році у місті проходила губернська сільськогосподарська виставка. ЇЇ ініціатором та організатором став кременчуцький відділ Полтавського товариства сільського господарства. Очолив підготовку та проведення виставки В. О. Остроградський — лідер дворянства Кременчуцького повіту.
Відвідувачі ярмарку могли познайомитися з п'ятьма відділами. Першим і головним, звичайно, був сільськогосподарський, куди увійшли: рільництво, лісництво, садівництво та городництво, тваринництво; молочне господарство і птахівництво, бджільництво; шовківництво та рибальство. Другий відділ представляв переробну промисловість: борошно, крупа, крохмаль, спирт, горілка, пиво, солод, штучні мінеральні та шипучі води, рослинна олія, цукор, кава, тютюн, цигарковий папір, мила різних видів, свічки, шкіряні товари, будівельні матеріали, мінеральні добрива, екіпажі тощо. Третій відділ був науковим і складався з двох павільйонів, куди увійшли експонати Полтавського і Кременчуцького земств. Кустарний відділ був четвертим, і в ньому експонувалися гончарні та рогові вироби, речі з полотна, вовни, хутра та ін. В останньому, п'ятому, можна було ознайомитися із сучасними сільськогосподарськими машинами та знаряддям праці. Цікаво, що для експонентів та відвідувачів були передбачені дешева їдальня, охорона, пожежна безпека, інформаційні служби. За 20 днів виставку відвідало більше 45420 чоловік. Безперечно, це була значна подія не тільки в житті Кременчука, а й усього району. Охочі могли ознайомитися з найкращим передовим досвідом, розглянути конкурентоспроможну продукцію і товари, укласти вигідні контракти.

### Чумацький Шлях
З 1998 року за ініціативою тодішнього міського голови Івана Пономаренка та Президента АСМБР Андрія Мельника у квітні кожного року Кременчуцький міськвиконком й Асоціація сприяння міжнародному бізнесу та розвитку запрошують на до міста українських і закордонних підприємців, бізнесменів, дипломатів, а також народних умільців узяти участь у Міжнародному універсальному виставці-ярмарку «Чумацький шлях».

## Сьогодення

### Постійні базари

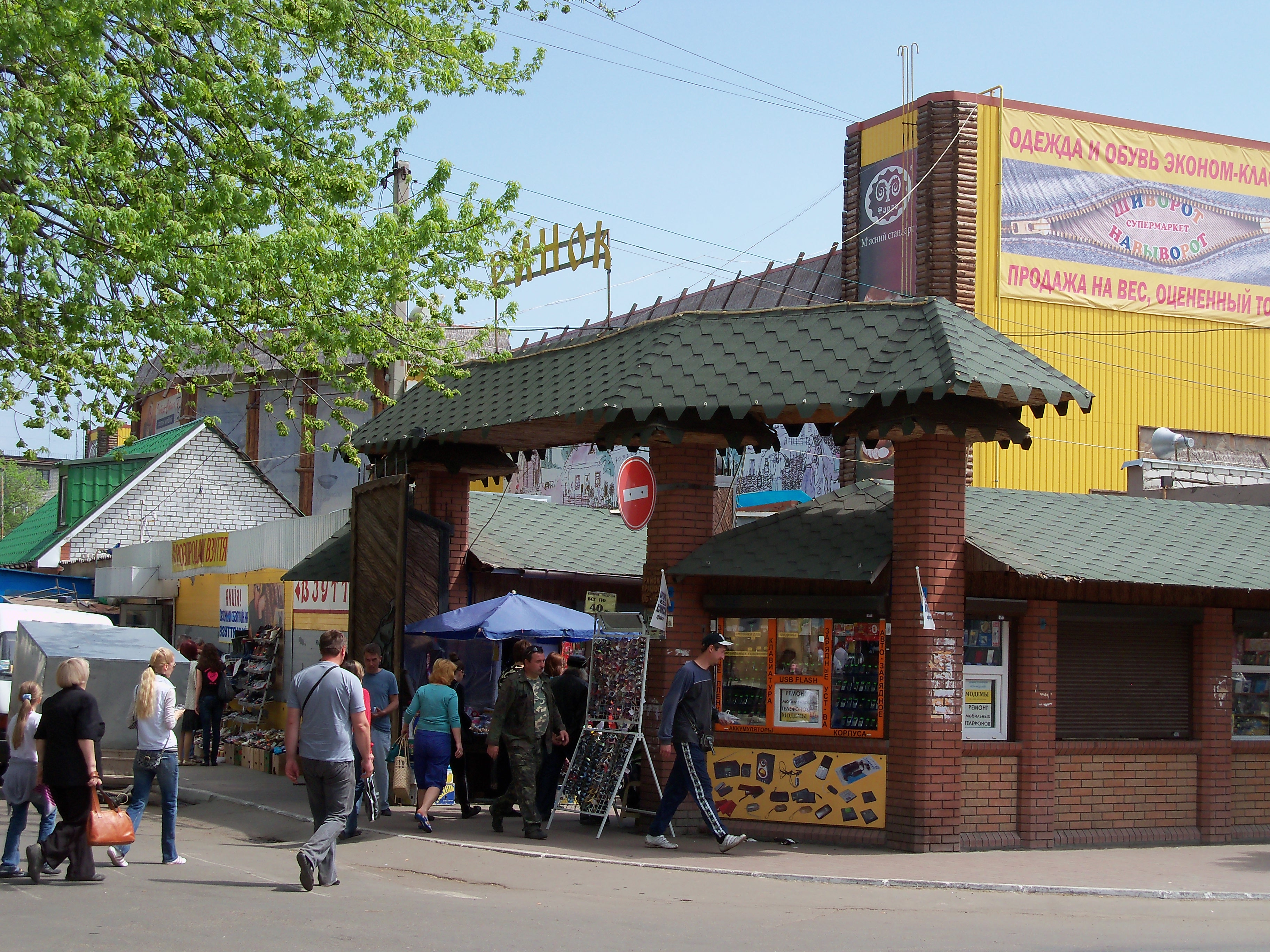
Вхід до ринку зі сторони перетину вулиць Павлівської та Пролетарської

Перелік ринків:
1. Аврора — на зупинці автотранспорту Аврора, за колишнім кінотеатром Аврора
2. Авторинок — розташований на північному сході Першого занасипу, вул. Ярмаркова, 42. 20 травня 2009 року на ринку сталася пожежа, у результаті якої згоріло три кіоски [6].
3. Атлант — на Оптовій базі, що на вул. Московська[7]
4. Гвардійський ринок — перехрестя вулиці Гвардійської і проспекту Свободи
5. Крюківчанка — перехрестя вул. Республіканська та Манагарова
6. Новоіванівський ринок — на півночі обмежений вул. Вадима Бойка, на сході — вул. Лебедина, на півдні — пров. Бєлінського, на заході — вул. Ватутіна — тут можна придбати все, що стосується акваріумів. Також тут торгують електро- та будівельною технікою та запчастинами
7. Плеяда — знаходиться у центрі міста. На північному заході обмежений вул. Першотравневою, на північному сході — вул. Шевченка, на південному сході — вул. Театральна, на південному заході — вул. Пролетарською. На початку квітня 2011 року стався інцидент, коли на ринку були виявлені незаконно встановлені кіоски [8].
8. Придніпровський ринок — знаходиться у центрі міста. На північному заході обмежений вул. Миколаївською, з інших сторін — Ювілейним парком
9. Ринок на вул. Московська біля 7-го училища
10. Троїцький ринок — розташований між центром міста та нагірною частиною, у 101-му кварталі. З січня 2011 року на ринку відкрито приймальню міліції [9].
11. Універсальний — ринок в районі вул. Сталінграда
12. Центральний ринок — вул. Пролетарська, 43

### Сезонні базари
Час-від-часу у місті в серпні-вересні проходять шкільні базари. Але останнім часом їх не проводять.
Восени також часто проводяться ярмарки (на вже існуючих ринках) з продажу городини та продукції тваринництва.

### Оптові бази
- Оптова база на Московській
- Оптова база на Першотравневій

### Квіткові ряди
У Кременчуці декілька місць, де окрім магазинів можна придбати живі квіти. Найбільшими та найвідомішими квітковими рядами сучасного Кременчука були лотки на проспекті Свободи біля Меморіалу «Вічно Живим» та на вул. Першотравневій навпроти магазину «1000 дрібниць». Але вони були закриті. З Першотравневої продавців перевели до павільйону на першому поверсі «Дольче Віта».
Зараз квіткові ряди існують біля транспортних зупинок «Аврора», «Водоканал» (напівлегально), біля ринку «Гвардійський». На Восьме березня квіти можна з рук купити майже скрізь у людних місцях особливо біля Центрального ринку.

### Стихійна торгівля
Незважаючи на регулярні рейди контрольних органів, стихійні ринки у місті продовжують працювати.
Найпоширенішими місцями стихійної торгівлі є транспортних зупинках «Водоканал» та «Московська», місце між будинками 63 по вул. Київській та 37 по вул. Московській.

## Участь у позаміських ярмарках
На Сорочинському ярмарку, який відбувається у кінці літа у Сорочинцях, Кременчук зазвичай широко представлений. 2011 року були представлені п'ять великих підприємств: автоскладальний, вагонний та колісний заводи, ВАТ «Кременчукм'ясо» та «Кредмаш».